# Homocystein
Homocystein (systematický název 2-amino-4-sulfanylbutanová kyselina) je aminokyselina, která vzniká při normálním metabolismu u lidí a jiných savců z aminokyseliny methioninu. Odbourává se na cystein za pomoci vitamínů B (zvláště B6, B12, kyseliny listové). Nedostatek těchto vitamínů, například ve stravě vegetariánů, anebo vzácná dědičná choroba (homozygotní homocystinurie) mohou vést ke zvýšené hladině homocysteinu v krvi.

## Hypotéza o souvislosti s nemocemi krevního oběhu
Normální hladina homocysteinu se liší podle věku a leží mezi 3 a 15 μmol/l. Na základě velmi vysoké hladiny homocysteinu, která se vyskytuje u pacientů s homozygotní homocystinurií a je spojena s nemocemi krevního oběhu, americký lékař McCully vytvořil v roce 1960 hypotézu, že i mírné zvýšení hladiny homocysteinu může přispívat k nemocem krevního oběhu. Tu popsal v knize The Homocysteine Revolution.
Hypotéza byla podrobena rozsáhlým testům, ale záležitost je stále poměrně sporná. Vznikla celá řada studií i metaanalýz. Některé souvislosti mezi hladinou homocysteinu a rizikem kardiovaskulárních chorob u obecné populace potvrdily, jiné vyjádřily pochybnost. Navíc vysoká hladina homocysteinu není příčinou, ale pouze následkem nedostatku kyseliny listové a vitamínů B6 a B12. Zvýšená hladina homocysteinu slouží jako marker (indikátor) nedostatku kyseliny listové u osob se zvýšeným rizikem kardiovaskulárních chorob a nepotvrdil se ani účinek potravních doplňků, které snižovaly hladinu homocysteinu v krvi.
Homocystein není nijak škodlivý. V poválečné době strachu z A-bomby se používal jako radioprotektivum.
V České republice se v minulých letech stali propagátorem snižování hladiny homocysteinu MUDr. Karel Erben a jím řízený Svaz pacientů. Erben možnost vyšetření hladiny homocysteinu nabízí komerčně. Za „prosazování neověřené metody léčby nádorů snížením hladiny homocysteinu“ mu český klub Sisyfos udělil Bronzový Bludný balvan za rok 2007.